# Джонсон, Коллин
Коллин Джонсон (англ. Collin Johnson; 23 сентября 1997, Лос-Анджелес, Калифорния) — профессиональный американский футболист, принимающий клуба НФЛ «Нью-Йорк Джайентс». На студенческом уровне выступал за команду Техасского университета. На драфте НФЛ 2020 года был выбран в пятом раунде.

## Биография
Коллин Джонсон родился 23 сентября 1997 года в Лос-Анджелесе. Сын профессионального футболиста Джонни Джонсона, члена Зала славы студенческого футбола и бывшего игрока «Лос-Анджелес Рэмс». Учился в старшей школе Вэлли Крисчен в Сан-Хосе, с 2012 по 2015 год выступал за её футбольную команду на позиции принимающего. Большую часть своего последнего сезона Джонсон пропустил из-за травмы. На момент выпуска он занимал 30 место в рейтинге лучших игроков Калифорнии по версиям Scout и Rivals.

### Любительская карьера
В 2016 году Джонсон поступил в Техасский университет. В своём дебютном сезоне он сыграл в двенадцати матчах, набрав 315 ярдов с тремя тачдаунами. В 2017 году он стал одним из игроков стартового состава. В тринадцати играх Джонсон набрал на приёме 765 ярдов, став лидером команды по этому показателю. Впервые в карьере ему удалось набрать более 100 ярдов в одном матче.
В сезоне 2018 года Джонсон сыграл тринадцать матчей, набрав 985 ярдов с семью тачдаунами. В игре против «Оклахомы» он установил рекорд финала конференции, набрав 177 ярдов. Три приёма на 40 ярдов он сделал в победном для команды Шугар Боуле против «Джорджии». В последнем для себя сезоне 2019 года Джонсон провёл семь игр с 559 ярдами и тремя тачдаунами. Суммарно за карьеру он набрал 2624 ярда на приёме, став седьмым ресивером в истории университета, достигшим 2500 ярдов. Колледж он окончил с дипломом в области физической культуры. В течение четырёх лет обучения Джонсон также принимал активное участие в работе лагеря для спортсменов с синдромом Дауна Camp for the Stars.

#### Статистика выступлений в NCAA
| Сезон | Команда         | Игры | Приём | Приём | Приём | Приём | Вынос | Вынос | Вынос | Вынос |
| Сезон | Команда         | Игры | Rec   | Yds   | Y/A   | TD    | Att   | Yds   | Y/A   | TD    |
| ----- | --------------- | ---- | ----- | ----- | ----- | ----- | ----- | ----- | ----- | ----- |
| 2016  | Техас Лонгхорнс | 12   | 28    | 315   | 11,3  | 3     | 0     | 0     | 0,0   | 0     |
| 2017  | Техас Лонгхорнс | 13   | 54    | 765   | 14,2  | 2     | 0     | -7    | 0,0   | 0     |
| 2018  | Техас Лонгхорнс | 13   | 68    | 985   | 14,5  | 7     | 0     | 0     | 0,0   | 0     |
| 2019  | Техас Лонгхорнс | 7    | 38    | 559   | 14,7  | 3     | 0     | 0     | 0,0   | 0     |
| Всего | Всего           | 45   | 188   | 2624  | 14,0  | 15    | 0     | -7    | 0,0   | 0     |

### Профессиональная карьера
Аналитик Мэтт Миллер из Bleacher Report перед драфтом 2020 года отмечал, что Джонсон мог бы входить в число лучших принимающих класса, но за время карьеры перенёс достаточно много травм. К плюсам игрока он относил его антропометрические данные, умение выбирать позицию, способность обыгрывать пресс-прикрытие, надёжную работу рук. Минусами, помимо проблем со здоровьем, Миллер называл нехватку скорости, неэффективность при передачах на короткие расстояния и слабую работу на маршрутах.
На драфте Джонсон был выбран «Джэксонвиллом» в пятом раунде под общим 165 номером. В июне 2020 года он подписал с клубом четырёхлетний контракт, сумму которого сайт Over the Cap оценивал в 3,6 млн долларов. По ходу своего дебютного сезона в НФЛ он не получал большого количества игрового времени. Джонсон принял участие в четырнадцати играх команды, сделав 18 приёмов на 272 ярда с двумя тачдаунами. Ситуация не изменилась и в следующее межсезонье, когда в трёх выставочных матчах на него было сделано всего пять передач. Во время сокращения составов перед началом чемпионата 2021 года «Джагуарс» выставили игрока на драфт отказов, после чего он перешёл в «Нью-Йорк Джайентс».
В 2021 году Джонсон провёл за «Джайентс» двенадцать игр, один раз выходил на поле в стартовом составе команды. На его счету было 11 приёмов на 105 ярдов. Летом 2022 года во время предсезонных игр он был одним из самых результативных в команде, но в конце августа на тренировке получил разрыв ахиллова сухожилия. Клуб внёс Джонсона в список травмированных до конца сезона.

#### Статистика выступлений в НФЛ

##### Регулярный чемпионат
| Сезон | Команда              | Игры | Приём | Приём | Приём | Приём | Вынос | Вынос | Вынос | Вынос |
| Сезон | Команда              | Игры | Rec   | Yds   | Y/A   | TD    | Att   | Yds   | Y/A   | TD    |
| ----- | -------------------- | ---- | ----- | ----- | ----- | ----- | ----- | ----- | ----- | ----- |
| 2020  | Джэксонвилл Джагуарс | 14   | 18    | 272   | 15,1  | 2     | 0     | 0     | 0,0   | 0     |
| 2021  | Нью-Йорк Джайентс    | 12   | 11    | 105   | 9,5   | 0     | 0     | 0     | 0,0   | 0     |
| Всего | Всего                | 26   | 29    | 377   | 13,0  | 2     | 0     | 0     | 0,0   | 0     |